# PocketStudio
PocketStudio — среда для быстрой разработки приложений для платформы Palm OS и аналогичных, например: Garnet OS и Access Linux Platform.
Язык программирования PocketStudio относится к семейству Паскаль. По интерфейсу имеет большое сходство с Delphi.

## Отличительные особенности
Язык программирования PocketStudio является подразделом Паскаля, который был адаптирован к потребностям Palm OS. Компилятор генерирует машинный код, ориентированный на микропроцессоры семейства Motorola MC68000. Для отладки программ внедрён эмулятор Palm OS POSE. В качестве альтернативного отладчика может быть использован Garnet OS. PocketStudio использует беспроводные технологии, включая Bluetooth.

## Инструменты
1. Визуальный редактор форм

2. Редактор исходного кода 

3. Инспектор объектов и д.р

## Отладка
Для отладки программ имеется встроенный Palm OS-эмулятор POSE.
Компилятор генерирует машинный код, ориентированный на микропроцессоры Motorola.